# Касапава
Касапава (порт. Caçapava) — муниципалитет в Бразилии, входит в штат Сан-Паулу. Составная часть мезорегиона Вали-ду-Параиба-Паулиста. Входит в экономико-статистический микрорегион Сан-Жозе-дус-Кампус. Население составляет 83 574 человека на 2006 год. Занимает площадь 369,907 км². Плотность населения — 225,9 чел./км².
Праздник города — 14 апреля.

## Статистика
- Валовой внутренний продукт на 2003 составляет 1.171.409.221,00 реалов (данные: Бразильский институт географии и статистики).
- Валовой внутренний продукт на душу населения на 2003 составляет 14.613,39 реалов (данные: Бразильский институт географии и статистики).
- Индекс развития человеческого потенциала на 2000 составляет 0,834 (данные: Программа развития ООН).

## География
Климат местности: субтропический. В соответствии с классификацией Кёппена, климат относится к категории Cfb.